# Church Broughton
Church Broughton – wieś w Anglii, w hrabstwie Derbyshire, w dystrykcie South Derbyshire. Leży 15 km na zachód od miasta Derby i 188 km na północny zachód od Londynu.